# Stefan Otulakowski
Stefan Otulakowski (ur. 28 sierpnia 1945 w Poznaniu) – polski hokeista na trawie, trener, sędzia sportowy, olimpijczyk z Monachium 1972.
Przez całą karierę sportową reprezentował klub Warta Poznań. Grał na pozycji obrońcy. Mistrz Polski na otwartym stadionie w latach 1963, 1967–1973, 1975, 1976, 1980) oraz w hali w latach 1964, 1967, 1969–1971, 1973, 1975, 1979.
W reprezentacji Polski rozegrał 119 spotkań zdobywając 57 bramek. Uczestnik mistrzostw Europy w roku 1970 i w 1974, podczas których Polska drużyna odpadała w ćwierćfinale. Uczestnik mistrzostw świata w roku 1975 w Kuala Lumpur, gdzie został najskuteczniejszym strzelcem turnieju. Polska drużyna zajęła ostatecznie 10. miejsce.
Na igrzyskach olimpijskich w 1972 roku był członkiem drużyny, która zajęła w turnieju 11. miejsce.
W roku 1980 zdobywca "Złotej Laski" (klasyfikacja prowadzona przez PZHT i redakcji "Sportu") dla najlepszego strzelca sezonu. Po zakończeniu kariery sportowej trener. Jako trener Lecha Poznań zdobył tytuł mistrza Polski w latach 1985–1987, 1989. Od roku 1972 posiada uprawnienia sędziego.